# Korshinskia kopetdaghensis
Korshinskia kopetdaghensis är en flockblommig växtart som först beskrevs av Jevgenij Korovin, och fick sitt nu gällande namn av Pimenov och Kljuykov. Korshinskia kopetdaghensis ingår i släktet Korshinskia och familjen flockblommiga växter. Inga underarter finns listade i Catalogue of Life.